# Cerynia
Cerynia (łac. Diœcesis Ceryniensis) – stolica historycznej diecezji leżącej na terenie współczesnego Cypru. Od 1933 katolickie biskupstwo tytularne, wakujące od 1976.

## Biskupi tytularni
| Lp. | Biskup            | Od                | Do              |
| --- | ----------------- | ----------------- | --------------- |
| 1   | Joseph Zimmermann | 28 listopada 1952 | 29 grudnia 1976 |